# Martindale (Cumbria)
Pour les articles homonymes, voir Martindale.
Martindale est une vallée, un village et une paroisse civile de Cumbria, située dans le nord-ouest de l'Angleterre.